# 폴라 뮤직
폴라 뮤직(Polar Music)은 스웨덴의 음반사이다. 1963년 스티그 안데르손과 친구 벵트 베른하그가 설립하였다.
폴라 뮤직이 서명한 첫 번째 공연은 비에른 울바에우스가 일원으로 참가했던 훈테난니 싱어스였다. 폴라 뮤직은 비에른 울바에우스가 다음 그룹인 국제적인 슈퍼스타 ABBA를 제작하면서 번영을 얻었다.
폴라 뮤직은 현재 유니버설 뮤직 그룹에서 배포하고 있으며 이전 회사인 폴리그램은 1989년에 이를 인수했다. 그러나 폴라 뮤직 인터내셔널 AB는 법적으로 여전히 존재하며 ABBA 녹음의 저작권은 해당 회사에 있다. 폴라 뮤직은 국제적으로 ABBA의 음반사이며 역사적인 폴라 비닐 라벨 디자인은 2004년부터 그룹의 CD 릴리스에 사용되었다.
뛰어난 음악적 성취에 대한 상인 폴라음악상은 스티그 안데르손이 레이블을 폴리그램에 매각한 후 같은 해에 만들어 졌다.